# خدوش مخطط
خَدُوش مُخَطَّط نوع من الخنفساء في عائلة خنفسة الأوراق. يبلغ طول الخنفساء 2.4-3.5 ملم ، وهي سوداء اللون مع شرائط صفراء متعرجة تنساب أسفل إليترا.  توجد في جميع مناطق المنطقة القطبية الشمالية القديمة.
وبه أسود عابق. يعلو كل من غمديه خط قاطب أصفر. ساقه صفراء. فخذه سوداء. يركب جميع الصليبيات أخصها السلجم والخردل والملفوف والكرنب. يرقات تلغم الأوراق وتؤذيها.
تتغذى الخنفساء على أنواع مختلفة من الكرنبيات البرية والمزروعة ، وكذلك على نباتات صغيرة البليحاء، زهرة الحواشي الغديرية. تستهلك الجملانة الأوراق بينما تتغذى اليرقات على عصارة الأوراق. هم أنفسهم فريسة سمامة شائعة وتتطفل عليها كل من دحموريات ودنفصيات. 